# 方位図法
方位図法 (ほういずほう) とは、投影法のうち、ある基準点 (正軸法の場合は極) からの方位が正しい図法の総称。
地球表面に球面座標を入れたとき、極からの離角（余緯度）を単調増加関数で変換したものおよび方位角（経度）を、平面極座標の動径距離および方位角として描く投影法である。方位角がそのまま用いられる事に加え、正距でない場合でも極からの距離の遠近関係は保持される。

## 透視図法
地球に基準点で接する平面（投影面）をおき、一定の光源から出る光が投影面に落とす地物の影として定義できる。
心射図法 (gnomonic projection)地球の中心に光源をおいた場合。
平射図法 (stereographic projection)基準点の反対側に光源をおいた場合。ステレオ図法ともいう。正角図法でもある。
正射図法 (orthographic projection)無限遠点に光源を置いた場合。
極を基準点とする場合、経線はすべて極を通る直線として描かれ、緯線は極を中心とする同心円で描かれる。

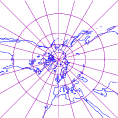
北極を中心とする心射図法
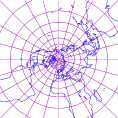
北極を中心とする平射方位図法
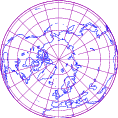
北極を中心とする正射方位図法

## 非透視図法
正軸法の場合、経線はすべて極を通る直線として、緯線は極を中心とする同心円で描かれる点は透視図法と同じだが、何らかの目的で緯線の間隔を調整したもの。
正距方位図法 (azimuthal equidistant projection)基準点からの方位だけでなく、距離も正しく描かれる。
ランベルト正積方位図法 (Lambert azimuthal equal-area projection)面積を正しく描く。

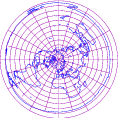
北極を中心とする正距方位図法
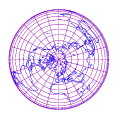
北極を中心とするランベルト正積方位図法

## 擬方位図法
方位図法の作成方法を部分的に応用、または、方位図法における極座標の考えを利用した図法である。
- エイトフの手法を用いた図法

地球表面を経度方向に「2分の1に圧縮」し、それを方位図法で投影した後、経度方向へ2倍に引き延ばす。擬円筒図法とよく似た外見だが、緯線が直線ではない。
エイトフ図法（Aitoff projection）正距方位図法を利用
ハンメル図法（Hammer projection）ランベルト正積方位図法を利用
エケルト・グライフェンドルフ図法（Eckert-Greifendorff projection）ハンメル図法における圧縮・拡大率を他の値にしたもの
- 逆方位図法

中心点から見た各点の方位ではなく、各点から見た中心点の方位を利用したり、分かりやすく描く図法。
クレイグ逆方位図法（Craig retroazimuthal projection）経線が平行直線で、各点から中心点への方位が分かりやすい
ハンメル逆方位図法（Hammer retroazimuthal projection）正距逆方位図法
リトロー図法（Littrow projection）正角逆方位図法